# Jean Zumbrunnen
Jean Zumbrunnen, né à Lyon le 4 mai 1922 et mort à Rillieux-la-Pape le 20 juin 1975, est un architecte et urbaniste suisse. Il est élève en section architecture à l'école d'ingénieur de Lausanne avant d'être appelé à travailler à Lyon dans le cadre de la rénovation du quartier de la Part-Dieu dont il sera un des principaux acteurs.
Imprégné des théories de Le Corbusier dont il est un disciple, Zumbrunnen revendiqua également l'héritage de Mies van der Rohe. De fait, son travail témoigne d'une liberté d'esprit, d'une grande rigueur et d'un soin méticuleux apporté aux détails,.

## Moncey-Nord (1956-1965)
Jean Zumbrunnen est désigné en 1956 par le Ministère de la Construction pour rénover la cité Rambaud, un tènement voisin de la Part-Dieu où sont installées des familles déshéritées. Ce projet constitue une amorce pour la rénovation à venir de la Part-Dieu dont l'emprise est encore occupée par la caserne militaire. L'architecte y bâtit deux barres de logements ainsi qu'une école et un petit centre commercial. Si les barres reprennent le principe des unités d'habitation avec toits-terrasse et pilotis développées par Le Corbusier, elles s'en distinguent cependant par une écriture plus puriste et l'absence de couleurs ou d'éléments architecturaux (escaliers, brise-soleil) venant sculpter la lumière. La grande qualité d'exécution des bétons valorise par ailleurs la rigueur des lignes. Le parti pris stylistique qui caractérise les barres Moncey-nord et leur présence dans le paysage urbain constituent une illustration du courant brutaliste et le témoignage sans doute le plus abouti du mouvement moderne à Lyon.
Ces deux barres s'inscrivent à l'origine dans un vaste projet urbain inspiré du plan Voisin que Le Corbusier avait dessiné pour le centre de Paris. Plusieurs barres identiques reliées entre elles par un réseau de cheminements piétons placé à 4 mètres au-dessus de la voirie doivent en effet prendre place au milieu d'un jardin public. Mais les premières réalisations sont accueillies avec hostilité et Zumbrunnen se voit dessaisi du projet au profit de Jacques Perrin-Fayolle puis Charles Delfante jugés moins radicaux. L'architecte en est tant affecté qu'il songe à remettre en cause son métier. Lui-même concèdera que ces deux barres isolées peinaient à trouver leur place dans le quartier quand, au sein d'un système cohérent, elles auraient eu un sens. L'échelle des réalisations de la Part-Dieu répondra plus tard à celle des immeubles de Zumbrunnen.

## Le Quartier de la Part-Dieu (1958-1975)
Dès 1958, Zumbrunnen participe activement aux études d'urbanisme de la Part-Dieu aux côtés de Jacques Perrin-Fayolle et Jean Sillan, sous la direction de Charles Delfante. Il élabore un plan d'aménagement pour un grand ensemble composé principalement de logements, d'équipements et d'espaces verts et qui devait prolonger la logique des barres Moncey-nord. Le projet est amendé et Zumbrunnen doit composer avec de nouvelles orientations. Comme architecte d'opération, il construit néanmoins le siège de l'OPAC, un parc de stationnement hélicoïdal et la tour EDF au piètement spectaculaire.

## Réalisations

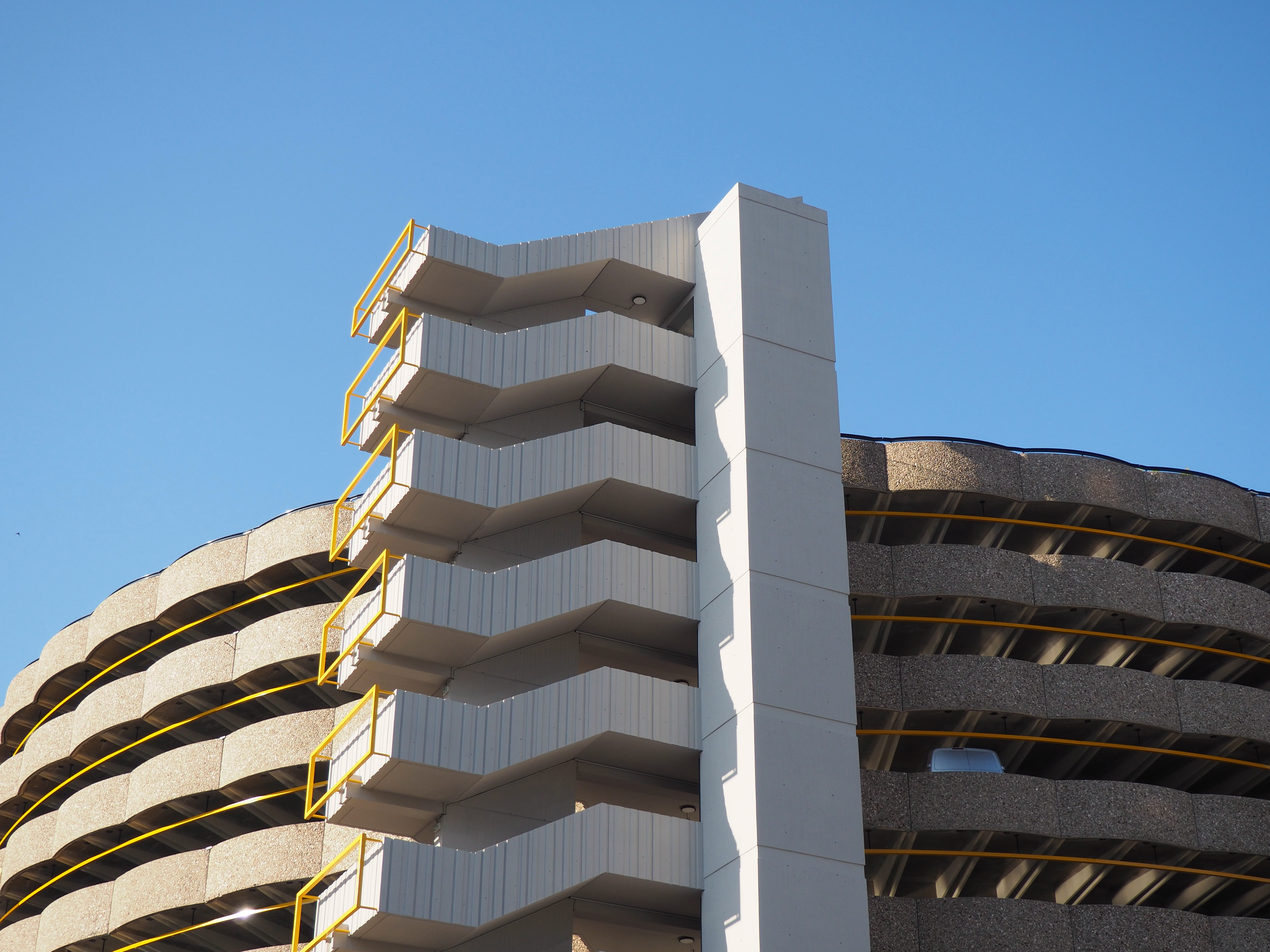
Parking des Halles (après rénovation en 2019)

- Parking des Halles (après rénovation en 2019)Siège administratif de l'OPAC du Rhône, 194 rue Duguesclin, Lyon - Maître d'ouvrage : OPAC du Rhône - Architectes: Jean Zumbrunnen, Louis Weckerlin, René Provost, Georges Zol - Conception : 1969 / construction: 1973
- Tour EDF, 9 rue des Cuirassiers, Lyon - Maître d'ouvrage : Electricité de France / Gaz de France - Architectes : Jean Zumbrunnen, Charles Delfante, René Provost - Conception: 1971 / fin de construction: 1977
- Parking des Halles (Parc de stationnement Moncey-Nord), rue de Bonnel / rue Garibaldi, Lyon - Maître d'ouvrage : Ville de Lyon - Architectes : Jean Zumbrunnen, Charles Delfante, René Provost - Conception: 1968 / fin de construction: 1970
- Immeubles Moncey-Nord, 100 cours Lafayette / 177-191 rue Duguesclin, Lyon - Maître d'ouvrage: Compagnie Lyonnaise Immobilière - Architectes de conception : Jean Zumbrunnen, Marcel Gut, Jean Sillan / architectes de réalisation: Zumbrunnen, Bertholon / sculpteur : Ivan Avoscan - Conception: 1958 / fin de construction: 1965